# Verarbeitungshilfsstoff
Verarbeitungshilfsstoff (englisch processing aids) ist im Lebensmittelrecht der EU definiert als

„ein Stoff, der I. nicht als Lebensmittel verzehrt wird II. bei der Verarbeitung von Rohstoffen, Lebensmitteln oder deren Zutaten aus technologischen Gründen während der Be- oder Verarbeitung verwendet wird und III. unbeabsichtigte, technisch unvermeidbare Rückstände des Stoffes oder seiner Derivate im Enderzeugnis hinterlassen kann, sofern diese Rückstände gesundheitlich unbedenklich sind und sich technologisch nicht auf dieses Enderzeugnis auswirken;“

 anders als ein Lebensmittelzusatzstoff sollte er also nicht im Lebensmittel verbleiben. Bevor das Lebensmittelrecht insoweit unmittelbar durch EU-Recht geregelt war, definierte das deutsche Lebensmittel-, Bedarfsgegenstände- und Futtermittelgesetzbuch (LFGB) diese vorher auch so genannten Technischen Hilfsstoffe weitgehend identisch.
Dieses Verständnis bedeutet, dass Stoffe, die zur Verarbeitung oder Herstellung technologisch benötigt werden, Lebensmitteln nur dann zugesetzt werden dürfen, wenn die eventuell verbleibenden Rückstände oder deren Umwandlungsprodukte für die Verbraucher gesundheitlich unbedenklich sind. Der Zusatz der Stoffe ist auch nur dann erlaubt, wenn es einen vernünftigen Grund (technologische Notwendigkeit) gibt.
Beispiele
- Labenzyme zur Käseherstellung,
- Amylasen zum Stärkeabbau zur Traubenzuckerherstellung,
- Wasserstoffperoxid und Dimethyldicarbonat zur Kaltsterilisation vom Lebensmittelverpackungen
- Extraktionslösungsmittel, etwa um aus Kaffee und Tee Koffein, Reizstoffe und Bitterstoffe herauszulösen oder Mehl oder Getreidekeime zu entfetten. Das insoweit weiterhin nationale deutsche Lebensmittelrecht unterscheidet dabei nach seiner 2018 neu als Extraktionslösungsmittelverordnung (ElmV) bekannt gemachten Technische Hilfsmittel-Verordnung von 1991 zwischen den allgemein verwendbaren Mitteln Propan, Butan, Ethylacetat, Kohlendioxid, Distickstoffmonoxid und (außer zur Oliventresterölraffination) Aceton[3], den zu bestimmten Verwendungen und bei Höchstgehalten im Extrakt beschränkt verwendbaren Mitteln wie Hexan, Methylacetat, Ethylmethylketon oder Dichlormethan[4] und weiteren Mitteln für die Herstellung von Aromen aus natürlichen Aromaträgern mit Grenzwerten im aromatisierten Lebensmittel[5], wobei Verstöße gegen Höchstgrenzen für Restmengen oder Reinheitsgebote für Lösungsmittel strafbewehrt sind[6].

## Kritik
- Verarbeitungsstoffe müssen nicht deklariert werden. Für einige Verbrauchergruppen wie z. B. Vegetarier wäre es wichtig zu wissen, ob Weine mit Gelatine, Kasein oder Schwimmblasen gewisser Fischarten geschönt werden.[7]
- Weinen können die verschiedensten Hilfsstoffe hinzugegeben werden, um von Weinfehlern abzulenken und nicht gelungene Weine dennoch profitsteigernd zu verkaufen.[8]
- Auch Transglutaminasen, die in der Industrie zum Verkleben von Fleisch eingesetzt werden müssen nicht deklariert werden.[8]